# Goniorhynchus butyrosa
Goniorhynchus butyrosa is een vlinder uit de familie van de grasmotten (Crambidae), uit de onderfamilie van de Spilomelinae. De wetenschappelijke naam van deze soort is voor het eerst voorgesteld als Samea butyrosa door Arthur Gardiner Butler in een publicatie uit 1879.
De soort komt voor in China, Zuid-Korea, Japan en Thailand.